# Jared Wilson
Jared Andrew Wilson (Cheltenham, 1989. január 24. –) angol labdarúgó, aki jelenleg a Birmingham Cityben játszik, hátvédként.

## Pályafutása

### Birmingham City
Wilson 2007-ben tagja volt a Birmingham City akadémiai csapatának, mely az FA Youth Cup negyeddöntőjéig jutott. A 2007/08-as szezon előtt írta alá első profi szerződését a csapattal. Az idény során tízszer lépett pályára a tartalékok és ötször az ifik között. Az évad végén egy évvel meghosszabbította kontraktusát.
A 2008/09-es idényt megelőzően ő is elutazott az első csapattal Ausztriába, a felkészülési időszakra. Ottani teljesítménye után a Birmingham menedzsere, Alex McLeish azt mondta róla, hogy nagyon szép jövő áll előtte. A szezon kezdetén mezszámot kapott a felnőtt csapatnál. 2008 októberében, egy Crystal Palace elleni bajnokin leülhetett a kispadra, de nem kapott játéklehetőséget. Október 28-án, a Queens Park Rangers ismét bekerült a keretbe, és a 12. percben pályára is léphetett, amikor Stuart Parnaby megsérült.
Wilson 2009 februárjában kölcsönben a negyedosztályú Chesterfieldhez igazolt. Egészen a szezon végéig ott maradt és rendszeresen pályára lépett a klubban. Miután visszatért a Birmingham Cityhez, egy évvel megtoldotta érvényben lévő szerződését.

## Külső hivatkozások
- Jared Wilson pályafutásának statisztikái a Soccerbase oldalon (angolul)

- Jared Wilson adatlapja a Birmingham City honlapján